# Lysimachia dubia
Lysimachia dubia — вид квіткових рослин родини первоцвітових (Primulaceae).

## Біоморфологічна характеристика
Це однорічна рослина 30–110 см заввишки, гола чи дуже рідко залозисто-запушена, верхня половина розгалужена; гілки висхідні. Молоді пагони залозисті. Листки чергові чи супротивні; ніжка 0–25 мм; пластинка 30–90 × 3.5–30 мм, ланцетна чи ± лопатчаста, із червонуватими залозками. Квітки в суцвітті. Частки чашечки 3–4 × 0.8–1.2 мм, лінійно-ланцетні, всіяні червонуватими залозками. Віночок рожевий, голий, частки довгасто-лопатчасті, 5–7 × 1–1.5 мм. Коробочка гола, без крапкових залоз, 2–3 мм. Насіння ≈ 1 мм завдовжки, трикутне, від тьмяно-чорного до коричневого забарвлення, сітчасте.

## Поширення
Росте у Південній Європі та Західній і Центральній Азії (Афганістан, Албанія, Болгарія, Кіпр, Греція, Іран, Ірак, Киргизстан, Ліван-Сирія, Північний Кавказ, Пакистан, Палестина, Таджикистан, Південний Кавказ, Туреччина, Узбекистан, колишня Югославія).